# 1914 ve fotografii

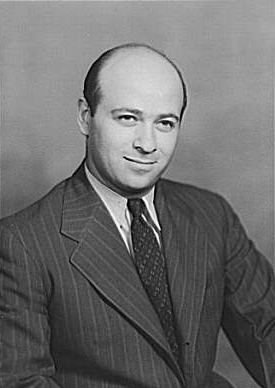
Jack Delano se v roce 1914 narodil

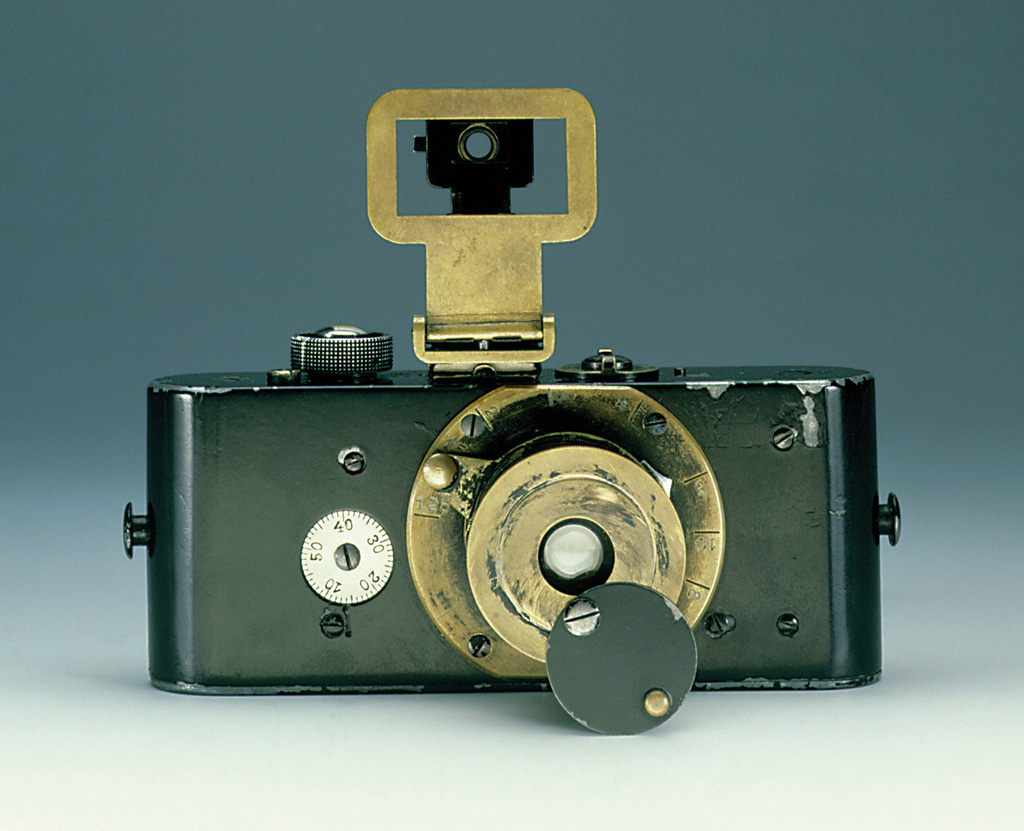
Ur Leica, 1914

Tento článek obsahuje významné fotografické události v roce 1914.

## Události
- Kodak uvedl na trh autografický systém.
- Oskar Barnack navrhl prototyp fotoaparátu Leica pro firmu Leitz.[1]
- Kongres společnosti Union nationale des sociétés photographiques de France v Rouenu

## Narození v roce 1914
- 1. ledna – Boris Carmi, izraelský fotograf ruského původu, průkopník izraelské fotožurnalistiky a dokumentu († 18. září 2002)
- 2. ledna – Pirkle Jones, americký fotožurnalista a pedagog († 15. března 2009)
- 15. ledna – Stefan Bałuk, 100, polský generál a fotograf, fotografoval Varšavské povstání roku 1944 († 30. ledna 2014)
- 1. února – Kary H Lasch, švédský fotograf narozený v Praze († 27. srpna 1993)
- 4. února – Jette Bangová, dánská fotografka, autorka velké série fotografií Grónska zachycujících životní styl grónských Inuitů († 16. února 1964)
- 12. února – David Eldan, rakousko-izraelský fotograf († 5. srpna 1989)
- 20. března – Uuno Laukka, finský fotograf aktivní v regionu Oulu od 30. do 70. let 20. století († 31. května 1978)
- 30. března – Kansuke Jamamoto, japonský fotograf († 2. dubna 1987)
- 16. května – Joachim Joachimczyk, polský fotoreportér, voják Zemské armády, účastník Varšavského povstání (†  4. května 1981)
- 19. května – John Vachon, americký fotograf († 20. dubna, 1975)
- 18. června – Václav Zykmund, český fotograf († 10. května 1984)
- 30. července – Ken Bell, kanadský fotograf († 26. června 2000)
- 1. srpna – Jack Delano, americký fotograf († 12. srpna 1997)
- 7. srpna – Nat Fein, 86, americký novinářský fotograf, držitel ocenění Pulitzer Prize for Photography († 26. září 2000)
- 7. srpna – Constance Stuartová Larrabee, anglická fotografka nejznámější svými snímky Jihoafrické republiky a fotožurnalistikou o Evropě během druhé světové války. Byla první válečnou korespondentkou v Jihoafrické republice. († 27. července 2000)
- 1. září – Cuneko Sasamoto, první japonská žena – fotoreportérka, fotografovala přední osobnosti v zemi a historické události († 15. srpna 2022)[2]
- 18. září – Jack Cardiff, americký fotograf a kinematograf († 2009)
- 25. listopadu – Ann Rosenerová, americká fotografka a přední aktivistka ve společnosti FSA v letech 1942–43 († 19. května 2012)
- 16. prosince – O. Winston Link, americký fotograf († 2001)
- ? – Emmy Andriesse, nizozemská fotografka tajně fotografovala v Nizozemsku pod nacistickou vládou († 1953)
- ? – Sol Libsohn, americký fotograf († 2001)
- ? – George Caddy, americký fotograf († 1983)
- ? – Kulwant Roy, indický fotograf, dokumentoval indické hnutí za nezávislost a počátky Indické republiky († 1984)
- ? – André Blay, francouzský fotograf († 1978)

## Úmrtí v roce 1914

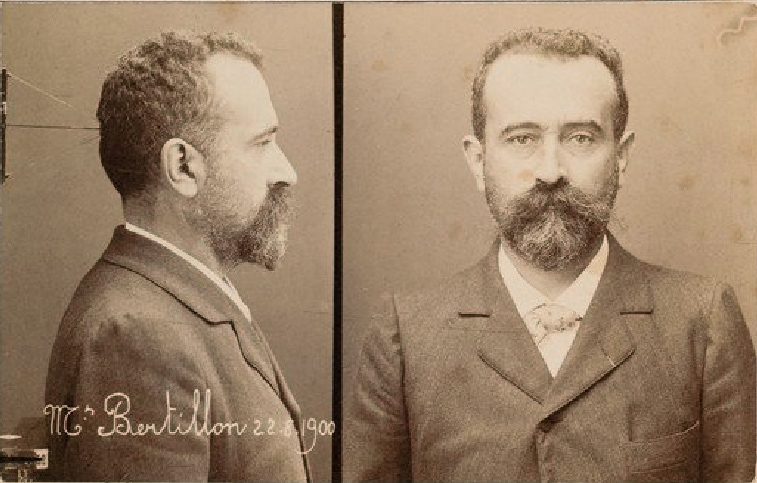
Alphonse Bertillon v tomto roce zemřel

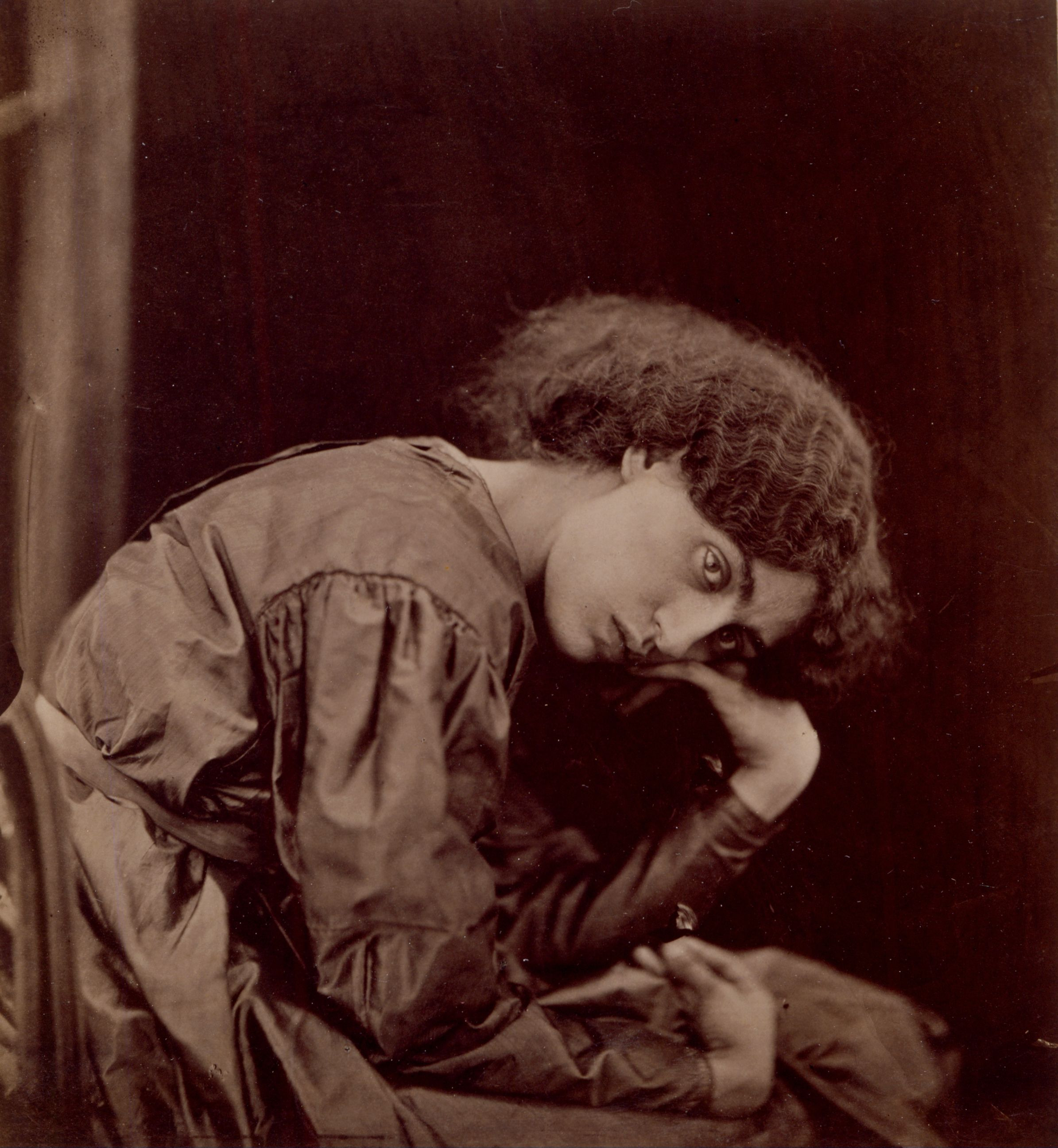
Jane Morris zemřela v roce 1914

- 21. ledna – Joseph Keiley, americký fotograf a spisovatel (* 26. července 1869)
- 26. ledna – Jane Morris, britská modelka (* 19. října 1839)
- 2. února – Alfred Henry Burton, novozélandský fotograf a spolumajitel firmy Burton Brothers (* 1834)
- 13. února – Alphonse Bertillon, francouzský fotograf (* 24. dubna 1853)
- 3. března – Rendžó Šimooka, japonský fotograf (* 24. března 1823)
- 30. dubna – Juli Soler i Santaló, španělský inženýr a fotograf (* 12. dubna 1865)
- 20. května – Hedvig Söderström, švédská ilustrátorka, malířka a průkopnice fotografie (* 1. prosince 1830)
- 26. května – Jacob Augustus Riis, americký fotograf, sociolog, novinář a spisovatel (* 3. května 1849)
- 2. července – Sir John Benjamin Stone, britský politik a fotograf (* 9. února 1838)
- 28. července – Frederick Dally, kanadský portrétní a krajinářský fotograf anglického původu (* 29. července 1838)
- 7. srpna – Giorgio Sommer, italský fotograf (* 2. září 1834)
- 14. srpna – Giuseppe Incorpora, italský fotograf (* 18. září 1834)
- 26. srpna – Samuel McLaughlin, kanadský fotograf, redaktor a státní úředník původem z Irska (* 28. ledna 1826)
- 27. srpna – Eduard Josef Ehrlich, český portrétní a místopisný fotograf (* 11. listopadu 1840)
- 14. října – Josef Böttinger, český fotograf (* 29. ledna 1839)
- 15. října – Achille Delmaet, francouzský fotograf (* 28. dubna 1860)
- 2. listopadu – Dorothea Regine Arentzová, norská fotografka a učitelka, asi od roku 1860 do roku 1875 vedla fotografický ateliér ve Stavangeru; v letech 1864-1868 spolu s Linou Bahrovou  (* 1. května 1824)
- 20. listopadu – Helene Ingebergová, norská portrétní fotografka působící v Kristianii (* 10. července 1853)
- 3. prosince – Casiano Alguacil, španělský fotograf (* 14. srpna 1832)
- 19. prosince – Henri Le Lieure, italský fotograf (* 1831)
- 31. prosince – Mimi Frellsen, průkopnice norské fotografie (* 4. ledna 1830)
- ? – René Le Bègue, francouzský fotograf (* 1857)
- ? – Alphonse Liébert, francouzský námořní důstojník a fotograf (* 1827)
- ? – Ashraf os-Saltaneh, íránská princezna a fotografka (* 1863)
- ? – Mary Anna Draperová, americká mecenáška, astronomka a odborná asistentka manžela Henryho Drapera, průkopníka astronomické fotografie, se kterým po celou dobu manželství pracovala a zdokonalovala se v astronomii (* 11. září 1839 – 8. prosince 1914)
- ? – Eduardo Clifford Spencer, americký fotograf působící v Chile, spolu s fotografem Carlosem Escuderem doprovázeli chilskou armádu v jejích vojenských taženích během války v Pacifiku (1844 – 27. března 1914)